# Incisore a getto
L'incisore a getto viene utilizzato per rimuovere l'involucro di rivestimento di plastica da un dispositivo a semiconduttori, al fine di esporre la superficie del chip.
Questo attrezzo è normalmente usato per preparare i dispositivi da analizzare.